# Campiglossa petulans
Campiglossa petulans este o specie de muște din genul Campiglossa, familia Tephritidae. A fost descrisă pentru prima dată de Munro în anul 1957.
Este endemică în Kenya. Conform Catalogue of Life specia Campiglossa petulans nu are subspecii cunoscute.